# Heißer Sand
Heißer Sand ist ein von Werner Scharfenberger (Musik) und Kurt Feltz (Text) verfasster deutscher Schlager, der im Jahr 1962 durch die italienische Sängerin Mina zum Hit wurde.

## Entstehungsgeschichte
Mina (Anna Maria Mazzini) war in Italien bereits eine erfolgreiche Schlagersängerin, denn sie konnte dort seit 1959 drei Nummer-eins-Hits vorweisen. In Deutschland war sie unbekannt, und Heißer Sand sollte ihre erste Plattenaufnahme in deutscher Sprache werden. Kurt Feltz gehörte zu den erfolgreichsten deutschen Schlagertextern und Musikproduzenten. Er hatte sich auf Texte spezialisiert, die sich mit südländischem Flair und Lebensgewohnheiten befassten (Komm‘ ein bisschen mit nach Italien, Caterina Valente; Februar 1956). Auch Heißer Sand gehört in diese Kategorie. Die Zusammenarbeit zwischen Feltz und Scharfenberger begann im Jahr 1956 (erster Hit der beiden war Bombalu für Margot Eskens; Dezember 1956), zuvor hatte Feltz zumeist die Texte zu Melodien von seinem Freund Heinz Gietz geschrieben. Anders als die meisten Feltz-Kompositionen wurde Heißer Sand nicht in Köln aufgenommen, sondern am 5. Februar 1962 im Wiener Konzerthaus (Studio III).

## Inhalt
Der Text handelt von einer mutmaßlichen Eifersuchtstat, begangen an einem gewissen Rocco, und der Flucht des Tatverdächtigen Tino. Viele Andeutungen machen den Text geheimnisvoll und erfordern Interpretation. Die Namen der drei Hauptpersonen, Tino, Rocco und Nina, verweisen auf (Süd-)Italien. Rocco war der Verlobte von Nina, denn sie war „dem Rocco schon im Wort“. Nachdem Rocco gefunden wurde – war Rocco schwer verletzt oder sogar tot, bleibt offen –, musste Tino flüchten, wahrscheinlich übers Meer, was auch die zweite Strophe nahelegt, in der auf einen Hafen Bezug genommen wird. Im Themenrepertoire der Fünfzigerjahre und frühen Sechzigerjahre finden sich oft Hinweise auf die Fremdenlegion, was gut zu den Worten „Heißer Sand“ und „ein Leben in Gefahr“ in den Refrainzeilen passt sowie zu den orientalischen Anklängen in der Musik. Sein Heimatland ist durch die Flucht für Tino verloren. Wegen einer unglücklichen Liebe die Fremdenlegion aufzusuchen, spielte in Trivialromanen der Nachkriegszeit keine unbedeutende Rolle. Nina tanzt derweil „mit den Boys“, womöglich US-Marineangehörige in einem Flottenstützpunkt in Italien. Sie könnte Tino bereits vergessen haben, oder vielleicht ist sie aufgrund sozialer Ächtung zum Hafenmädchen herabgesunken. Unterstützt wird die fremdländisch anmutende Atmosphäre des Stücks durch Minas akzentgefärbtes Deutsch und die Mollklänge des Orchesters vom Komponisten Werner Scharfenberger.

## Veröffentlichung

Mina - Heißer Sand

Mina sang den Titel erstmals öffentlich am 12. März 1962 in der TV-Show Herzlichst, Ihr Peter Kraus. Im April 1962 wurde die Single Heißer Sand / Ein treuer Mann (Polydor #24793) veröffentlicht und erreichte am 12. Mai 1962 den ersten Rang der deutschen Hitparade, den sie für 9 Wochen innehatte. Polydor verkaufte in der Bundesrepublik Deutschland innerhalb der ersten sechs Wochen 150.000 Exemplare, insgesamt 700.000; weltweit wurden über eine Million Exemplare umgesetzt. Neben der deutschen Fassung sang Mina eine spanische (Un desierto, „Eine Wüste“), eine französische (Notre étoile, „Unser Stern“) und eine italienische Version. Die italienische Version unter dem Titel Sì lo so („Ja ich weiß“) erschien im Jahr 1963 auf der Mina-LP Stessa spiaggia stesso mare („gleicher Strand - gleiches Meer“) als Liebeslied. Hierfür wurde die Musikspur des deutschen Originals verwendet, weil Minas italienische Plattenfirma Compagnia Generale del Disco der Vertriebspartner der deutschen Polydor war.
Mina führte die Bravo-Jahrescharts 1962 an und erhielt einen silbernen Löwen von Radio Luxemburg.

## Coverversionen
Anneke Grönloh brachte mit Brandend Zand („Brennender Sand“) im Juli 1962 eine niederländische Version (Text: Johnny Hoes) heraus, die es auf Platz 1 in den niederländischen Charts brachte und diese Position zwei Wochen halten konnte. In der am deutschen Text orientierten niederländischen Fassung erfährt der Hörer, dass Nina in Marseille endet, wo sie für Geld tanzt. Die ebenfalls von Anneke Grönloh aufgenommene englische Fassung Oh, Malaysia ist hingegen eine sehnsuchtsvolle Ode an Malaysia.
Ørkensand („Wüstensand“) hieß die dänische Version von Grete Klitgaard im Jahr 1962 (Text: Victor Scarup); ferner nahm sie die schwedische Version Ökensand auf.
Für den britischen Markt nahm Ron Goodwin das Lied mit seinem Orchester unter dem Titel Hot Sand als Instrumentalstück auf.
Connie Francis nahm den Song am 19. Juni 1966 für ihre LP Melodien, die die Welt erobern in den Münchener DGG-Studios auf. Ähnlich wie bei den diversen Mina-Versionen wurde auch hier die Originalmusikspur verwendet, weil Polydor der deutsche Vertriebspartner von Connie Francis’ amerikanischem Label MGM Records war. Zudem war der für die in Wien ansässige „Polydor Produktion Süd“ zuständige Musikproduzent Gerhard Mendelson für die in diesem Studio aufgenommenen deutschen Titel sowohl von Connie Francis als auch von Mina verantwortlich.
Kristina Bach veröffentlichte eine Coverversion im September 1984 als Single.
Insgesamt existieren Coverinfo zufolge 29 Fassungen des Titels.

## Nachfolgesingle
1964 erfuhr der Schlager mit dem ebenfalls von Mina gesungenen Titel „Fremdes Land“ eine Fortsetzung, die die Geschichte Tinos weitererzählt.